# 記者クラブ一覧
記者クラブ一覧（きしゃクラブいちらん）
日本の主な記者クラブの一覧。

## 官公庁
衆議院記者クラブ
衆議院の記者クラブ。
参議院記者クラブ
参議院の記者クラブ。
以上の二つは国会記者会館内にある。
内閣記者会（永田クラブ）
総理大臣官邸の敷地内にある記者クラブ。最近は「官邸クラブ」などと呼称する場合が多いが、正式には内閣記者会と称する。永田クラブ所属の記者は、主に内閣総理大臣、内閣官房長官、内閣官房副長官、首相官邸や内閣府の取材を担当する。
内閣記者クラブ
内閣府の記者クラブ。
経済研究会
経済関連記者の記者クラブ。
法曹記者クラブ
法務省の記者クラブ。
人事院記者クラブ
人事院の記者クラブ。
財政研究会
財務省や金融庁の記者クラブ。国内の主要新聞、放送、通信社のほか、海外メディアも所属。「財研」の略称で知られ、各社の経済部エリートが集い、経済記者の中でのステータスは高い。主張は大蔵省時代から官僚と同じ財政規律至上主義が多く、財政危機や巨大財政支出反対の論調はここで作られる。業界紙などによる別の「財政くらぶ」という団体も財務省内に存在する。
霞クラブ
外務省の記者クラブ。日本や海外のマスコミの記者が常駐している。
国土交通省記者クラブ
旧運輸省と旧建設省、旧国土庁が統合したのに合わせてそれぞれの記者クラブも統合した。
寄り合い所帯の様相が強く、交通政策の取材をしている記者の隣に座っている記者はゼネコンの債権放棄問題を取材しているなどの光景が繰り広げられている。地価・不動産、観光関連も取材する。
文部科学記者会
文部科学省の記者クラブ。
南極記者会
文部科学省の記者クラブ。南極政策について取材を行う。
総務省記者クラブ
省庁再編により、郵政省、自治省、総務庁などを統合したため、分野は、情報通信、放送、郵政、地方自治、選挙制度、公務員制度など、記者の所属も政治部、経済部とさまざまな取材を行う。
日銀クラブ
日本銀行内の記者クラブで、常駐記者は日銀だけでなく、銀行、保険など民間金融機関も取材する。新聞、放送、通信社、海外メディアが所属。
宮内記者会
宮内庁にある記者クラブ。
科学記者会・学術記者会
日本学術会議の記者クラブ。
警視庁の記者クラブ
よくテレビのニュースで「警視庁記者クラブからです」と言うが正確ではない。
警視庁には3つのクラブが存在している（除く業界紙）。
朝日、毎日、読売、東京、日経、共同の新聞・通信社6社が加盟する「七社会」。昔はここに時事新報も加盟していたので、7社の加盟で七社会に。警視庁の記者クラブの中では最も歴史と権威がある。
NHK、産経、時事、ニッポン放送、文化放送、MXテレビが加盟する「警視庁記者倶楽部」。実質的に常駐しているのは前3社で記者クラブの中では最小規模。
日本テレビ、TBS、フジテレビ、テレビ朝日、テレビ東京の民放5社が加盟するのが「ニュース記者会」。
この3クラブはそれぞれ独自の会計で運営されている。
東京消防庁記者クラブ
警視庁記者クラブの記者が兼務しているので常駐社は事実上いない。
司法記者クラブ
裁判所にある記者クラブ。加盟社に対しては裁判傍聴の記者席が配慮され、場合によっては早く判決文要旨の文書を入手することができる上、入庁の際のボディチェックまで免除される（三宅勝久の体験）。検察捜査において強制捜査される場所や人物をその当事者よりも早く察知し、強制捜査に踏み込む場面をテレビ録画するように手配する仕事もある。
海上保安庁記者クラブ・海上保安庁ペンクラブ
海上保安庁の記者クラブ。海上保安記者クラブは一般紙、海上保安庁ペンクラブは専門紙が加盟する。
厚生労働記者会・労政記者クラブ
厚生労働省の記者クラブ。厚生労働記者会は一般紙やテレビ局が加盟し、労政記者クラブには専門紙が加盟する。
農政クラブ・農林記者会
農林水産省の記者クラブ。林野庁には林政記者クラブ、水産庁には水産省記者クラブが設置されている。
東京都庁記者クラブ
東京都庁の記者クラブ。在京メディアが加盟。
この他、道府県庁ごとに記者クラブが設置されている他、近畿建設記者クラブなど、国の出先機関にも記者クラブが設置されていることがある。教育委員会や県警に設置されている場合もある。北海道には、振興局ごとに記者クラブがある。大阪市や京都市、名古屋市、静岡市には市政記者クラブが県政記者クラブとは別に設置されている。札幌市、苫小牧市、釧路市、函館市など北海道では主要な市ごとに設置されている。
防衛記者会・市ヶ谷記者クラブ
防衛省の記者クラブ。一般紙やテレビ局が加盟する防衛記者会、専門紙や雑誌社による市ヶ谷記者クラブに分かれる。防衛大臣や統合幕僚長等による定例会見やぶら下がりは、防衛記者会の加盟社のみ参加・質問が許されている。また、特務艇「はしだて」を使った洋上懇談会を始め、省側からも防衛記者会には各種便宜が図られている。

## 政党
平河クラブ
自民党本部内と衆議院内にある記者クラブ。平河クラブに所属する記者は、主に自民党、公明党の取材を担当。
自民党本部の平河クラブは「党本部平河」、衆議院内にある平河クラブは「院内平河」として区別している。所属する記者は、国会開会中は院内平河に、国会閉会中は党本部平河に詰める場合が多い。58社が加盟。
野党クラブ
国会議事堂、衆議院内にある記者クラブ。主に野党の立憲民主党や日本維新の会などの取材を担当する。
映放クラブ
国会議事堂の衆議院内にある、在京テレビ局6社（NHK・日本テレビ・TBS・フジテレビ・テレビ朝日・テレビ東京）ニュース映画社5社（中日映画社・毎日映画社・テレビ朝日映像・読売映像・産経映画社）が加盟している、テレビニュースカメラマン専用の記者クラブ。 ちなみに、テレビニュースカメラマン専用の記者クラブは映放クラブが日本で唯一。
民放クラブ
衆議院内にある、ラジオニュース専門の記者クラブ。正式には国会放送記者会と称する。民放クラブ所属の記者は、主に政治取材における記者会見やぶらさがり取材の録音をする。
ちなみに、民放クラブにNHKは加盟していない。NHKのラジオニュースはテレビニュースの音声を使用するため。
雑誌記者クラブ
1956年に社団法人日本雑誌協会が設立され、この中に「雑誌編集に関する取材活動の便宜をはかるため、協会会員社によって、日本雑誌記者会、日本雑誌写真記者会」が設けられる。

## 業界・経済団体
兜倶楽部
東京証券取引所内に設置された記者クラブ。同取引所における上場、上場企業の決算発表や株価に重要な影響を及ぼすような出来事については、企業はこのクラブで発表するのが基本とされている。なお、東京証券取引所の略称「東証」の読みを含むため紛らわしいが、「とうしょうきしゃくらぶ」は、東京商工会議所の東商記者クラブを指す。
ときわクラブ
旧国鉄の記者クラブ。現在はJR東日本の本社にある。運輸を担当している記者は国土交通省のクラブに詰めているため、ときわクラブに常駐している記者はまばら。毎日新聞記者時代の種村直樹も所属したことがあり、種村がレイルウェイライターとなってから執筆したフィクションには「ときわ」をもじった架空の固有名詞がいくつか登場する。
重工業研究会（重工クラブ）
東京・中央区にある日本鉄鋼連盟の中にある記者クラブ。鉄鋼連盟にあるにもかかわらず、常駐記者は非鉄金属、化学、繊維、ゴム、紙、ガラス、化粧品、日用品（ライオン、花王など）、医薬品、アパレルなどを担当している。経済系の記者クラブとしては最も担当業界の範囲が広い。
クラブの名前からしばしば三菱重工や石川島播磨重工などを取材するクラブと誤解される。
本石繊維会
東京・日本橋本石町にある繊維と製紙の両業界を取材する記者が拠点とする記者クラブ。
正式な記者クラブではなく、重工クラブの分室という位置付け。2002年に重工クラブと統合。
自動車産業記者会
日本自動車工業会内に設置。自工会とも呼ぶ。当初は経団連機械クラブの分室という位置付けだったが、機械クラブ閉鎖に伴って1999年に設立。
ただ、日経、朝日、読売、毎日の4紙が記者クラブに参加しないことを決めたため主要4紙が加わらない記者クラブに。このため、新聞協会は自動車記者会を記者クラブと認めていない。
また、新聞協会の非加盟社、日刊自動車新聞は自動車クラブの常駐社。地方新聞、テレビ、海外メディアが加盟している。
経済団体記者会（財界クラブ）
経団連ビル内にあり、日本経団連、経済同友会、日本商工会議所などを担当。経済団体連合会記者会との誤記があるが、正確には経済団体記者会。海外メディアなども加盟するが、運営は国内主要メディア15社（全国紙5紙、共同通信、時事通信、ブロック紙3紙、日刊工業新聞、フジサンケイ ビジネスアイ、NHK、テレビ朝日、TBS）の常駐社が行う。
東商記者クラブ
東京・丸の内にある東京商工会議所に設置されている記者クラブ。上記・経済団体記者会の分室という位置づけ。東証にある兜倶楽部と区別するため「あきない」とも呼ぶ。東京商工会議所に加盟するすべての企業の広範な分野を担当することになっているが、いわば「何でも」クラブで、加盟社によっては担当部署不明の記事を担当させる部署ともなる。
このクラブは会議所側が中小企業をマスコミに取材してもらおうという意図で設立を働きかけた。しかし、現実には流通やサービス、ノンバンク、食品業界を取材する拠点になってしまい、中小企業を取材する社は皆無に等しい。会議所側はこれに対して不満で再三、中小企業を取材するよう要望するものの実現には至っていない。
このため、クラブ運営をめぐって会議所と報道側の関係はかならずしもしっくりいっておらず、クラブ閉鎖の噂がたびたび浮上している。
青灯倶楽部
旧国鉄大阪鉄道管理局の記者クラブ。現在はJR西日本の本社内にある。
三田クラブ
労働運動に関連する記者クラブ。正式名称は労働運動記者会（所在地は労働委員会会館内）。機関紙連合通信社が幹事社である。
日本たばこ記者クラブ
JTの記者クラブ。国税庁記者クラブの加盟社が兼ねている。
貿易記者会
ジェトロに付置されている記者クラブ。
農協記者クラブ
JAビルのJAグループ内にある記者クラブ。
この他、道府県ごとに経済記者クラブが設置されている。

## スポーツ等
運動記者クラブ
スポーツの取材を行う一般紙・スポーツ紙の記者によって構成される。日本新聞協会の下部組織扱いで、北海道/東北/東京/中部/関西/広島/九州などに存在する。分科会として、日本オリンピック委員会（JOC）の記者クラブである「JOC記者会」などがある。
JSPO記者クラブ
日本スポーツ協会（JSPO）に加盟する報道機関によって組織される。
東京相撲記者クラブ
一説には、1905年（明治38年）に、当時の相撲記者たちによって結成された「振角会」が前身。その世話役だった倉光松治（東京日日新聞）が1911年（明治44年）に亡くなったため、記者たちの必要に迫られ同年12月に「東京相撲記者倶楽部」に改組されたという（ただ創立時期については異説もある）。以後名称変更などを経て現在に至っている。現役の記者のほか、一定年数以上の取材経験を持つOBが「会友」として所属している。